# The Woodfire at Martin's
The Woodfire at Martin's è un cortometraggio muto del 1913 diretto da E.A. Martin.

## Trama
Trama di Moving Picture World synopsis in (EN)  su IMDb

## Produzione
Il film fu prodotto dalla Selig Polyscope Company.

## Distribuzione
Distribuito dalla General Film Company, il film - un cortometraggio di una bobina - uscì nelle sale cinematografiche statunitensi il 30 maggio 1913.